# Heriades burgeoni
Heriades burgeoni är en biart som beskrevs av Raymond Benoist 1931. Heriades burgeoni ingår i släktet väggbin, och familjen buksamlarbin. Inga underarter finns listade i Catalogue of Life.